# Gorleben
Gorleben er en kommune i Samtgemeinde Gartow i Landkreis Lüchow-Dannenberg i den norsøstlige del af den tyske delstat Niedersachsen. Regionen kaldes også Wendland.

## Geografi
Den lille landsby ligger på Elbens venstre bred. Mod øst, nord og nordvest beskytter Biosfærereservat Niedersächsische Elbtalaue Elbens flodlandskab, og mod syd ligger et stort fyrreskovs område, det såkaldte „Gartower Tannen“, som er den største sammenhængende privatskov i Tyskland, som ejes af greverne Bernstorff zu Gartow.

## Historie
Gorleben blev nævnt første gang i 1360 i en bekendtgørelse fra Herrskabet til Dannenberg. Ved landsbyen var der en fæstning.
Byen er blevet kendt for planerne om et permanent slutdepot for radioaktivt affald, Atommülllager Gorleben i områdets nedlagte saltminer, og de regelmæssigt tilbagevendende kraftige protester mod transporten af affald, til det eksisterende overjordiske mellemlager Transportbeholderlager Gorleben i skoven syd for byen.
Kommunen har haft stor økonomisk gavn af anlæggene, og hører til de rigeste kommuner i Niedersachsen.

## Trafik
Gorleben ligger ved vej 256 Dannenberg – Gartow.
Ved  „Gorlebener Haken“, en ældre flodarm af Elben ligger en lystbådehavn.

## Eksterne kilder og henvisninger
- Wikimedia Commons har flere filer relateret til Gorleben

- Gemeinde Gorleben
- Samtgemeinde Gartow